# Reverso

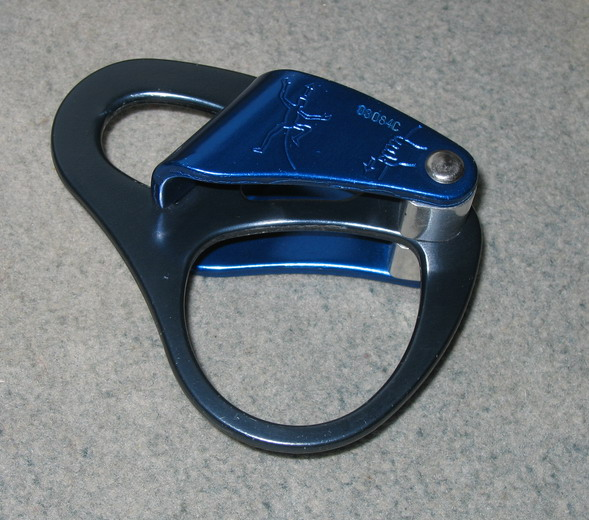
Reverso^{2}

Reverso to lekki (81 gramów, nowa wersja - 72, a najnowsza: tylko 59g) przyrząd asekuracyjno-zjazdowy, opatentowany przez firmę Petzl.

## Zastosowania
Reverso może być stosowane w pojedynczych i podwójnych linach dynamicznych i linach statycznych o średnicach 8-11 mm. Szczególnie nadaje się do asekuracji i zjazdów przy stosowaniu lin podwójnych - nie skręca ich i równocześnie rozdziela, dzięki czemu maleje szansa splątania liny podczas jej ściągania. Z czasem Reverso wyciera się i powstają ostre krawędzie które mogą przyspieszać niszczenie się liny a wręcz jej pęknięcie.
Reverso jest przyrządem pozwalającym na asekurację z górnego stanowiska. Staje się wtedy przyrządem samoblokującym, który umożliwia niezależną asekurację dwóch wspinaczy. Zablokowane Reverso trudno jest odblokować w kontrolowany sposób.
Istnieje mniejsza wersja Reverso przeznaczona do liny o mniejszej średnicy – Reversino
Alternatywą dla Reverso są np. Płytka przewodnicka czy ATC Guide